# تپه ده‌سواران ۷
تپه ده سواران ۷ مربوط به دوران فرادیرینه‌سنگی است و در شهرستان کرمانشاه، بخش مرکزی، دهستان قره سو، ۱/۸ کیلومتری جنوب روستای ده سواران، ۲ کیلومتری شمال شرق روستای عمه واقع شده و این اثر در تاریخ ۱۸ اسفند ۱۳۸۷ با شمارهٔ ثبت ۲۴۸۴۸ به‌عنوان یکی از آثار ملی ایران به ثبت رسیده است.